# Joaquín María de Navascués
Joaquín María de Navascués y de Juan (Zaragoza; 17 de febrero de 1900 - Madrid; 11 de mayo de 1975), fue un historiador español, experto en epigrafía, museografía y numismática.

## Biografía
Nacido el 17 de febrero de 1900 en Zaragoza, fue discípulo de Manuel Gómez-Moreno. Fue director y conservador de diversos museos, en especial del Museo Arqueológico Nacional. Ingresó como miembro del Cuerpo Facultativo de Archiveros, Bibliotecarios y Arqueólogos el 26 de julio de 1921, pasando a situación de supernumerario en 1925. Además, fue director del Museo Arqueológico de Córdoba en 1921, siendo sustituido por Samuel de los Santos en 1925.
En 1922 dirigió las primeras actuaciones arqueológicas sobre el yacimiento de Cercadilla, situado junto a la estación de Córdoba-Cercadilla. Entre 1932 y 1935 dirigió junto con Emilio Camps las excavaciones de la necrópolis visigoda de Castiltierra.
Suspendido de empleo y sueldo y retenido en la Cárcel Modelo tras el estallido de la guerra civil, consiguió escapar de esta y acceder a la zona franquista, integrándose en el bando rebelde.
Leal al régimen franquista, fue integrante del reducido grupo de arqueólogos bajo cuyas manos se concentró el poder de la disciplina en España, una vez reorganizada esta tras el final de la guerra civil.
Ganó la cátedra de Epigrafía y Numismática en la Universidad Central de Madrid en 1950.
Ingresó en la Real Academia de la Historia en 1953 y en la Real Academia de Bellas Artes de San Fernando en 1959.
Falleció el 11 de mayo de 1975 en Madrid.

## Método
Joaquín María de Navascués renueva el método de ciencia epigráfica redefiniendo el concepto de epigrafía para incluir una visión integral del estudio del “hecho epigráfico”. Esta renovación del método analizará en primer término los elementos externos de la inscripción, el material del soporte y la escritura en todos sus detalles físicos para posteriormente, analizar los elementos internos de la misma. Considera que el examen minucioso de todo el proceso de ejecución y la comparación entre sí de las inscripciones halladas en determinadas zonas geográficas nos acercará a un mayor conocimiento de la historia social vinculada al objeto analizado. Esta nueva visión total de investigación ha sido adoptada por la comunidad científica como parte fundamental de las ciencias historiográficas.

## Obra
- — (1953). El concepto de la epigrafía. Real Academia de la Historia.
- Obras de ~: Tudela. Sus monumentos románicos, Zaragoza, La Editorial, 1918; con R. Jiménez, R. Castejón, F. Hernández Jiménez y E. Ruiz Martínez, Excavaciones en Medina Azzahara (Córdoba) (Memoria de la Junta Superior de Excavaciones y Antigüedades, 67), Madrid, 1924; Museo Arqueológico Nacional. Adquisiciones en 1930. Colección de antigüedades que pertenecieron al Sr. Marqués de Monsalud, Madrid, 1931; Museos Españoles, I-II, Madrid, Blass, 1932; Guía de Tarragona, Madrid, Patronato Nacional del Turismo, Espasa Calpe, 1932; “El folklore español. Boceto Histórico”, en F. Carreras y Candi (dir.), Folklore y costumbres de España¸ I, Barcelona, Alberto Martín, 1934, págs. 1-164; “Plomos romanos con inscripción mágica, hallados en Córdoba”, en Archivo Español de Arte y Arqueología (AEAA), 10 (1934), págs. 51-60; “Nuevas inscripciones de San Pedro de la Nave”, en AEAA, 13 (1937), págs. 61-71; Exposición de orfebrería y ropas de culto. Arte español de los siglos XV al XIX, Comisaría General del Servicio de Defensa del Patrimonio Artístico Nacional, Madrid, 1941; Instrucciones para la redacción del Inventario general, catálogos y registros de los museos servidos por el Cuerpo Facultativo de Archiveros, Bibliotecarios y Arqueólogos, Madrid, Ministerio de Educación Nacional, 1942; “De epigrafía cristiana extremeña: novedades y rectificaciones”, en Archivo Español de Arqueología (AEA), 20 (1947), págs. 265-309; “La dedicación de la Iglesia de Santa María y de todas las Vírgenes de Mérida, en AEA, 21 (1948), págs. 309-353; “Losas y coronas sepulcrales en Mérida (Ensayos sobre algunos caracteres externos de los epitafios de los siglos V al VII)”, en Boletín del Seminario de Estudios de Arte y Arqueología, 15 (1948-1949), págs. 103-144; La era ‘...AS’, Scripturae. Monumenta et studia, I, Madrid, Instituto Antonio de Nebrija de Filología, 1951; “El mapa de los hallazgos de epígrafes romanos con nombres de divinidades indígenas en la Península Ibérica”, en II Congreso Nacional de Arqueología, Zaragoza, 1952, págs. 327-336; El concepto de la Epigrafía. Consideraciones sobre la necesidad de su ampliación (Discursos leídos ante la Real Academia de la Historia por ~), Madrid, 1953; Manuscritos latinos en barro del Museo Arqueológico Nacional, Madrid, Instituto de España, 1956; “El Gabinete Numismático del Museo Arqueológico Nacional (1951-56)”, en Numario Hispánico (NH), 5 (1956), págs. 177-192; Aportaciones a la museografía española (Discurso de recepción en la Real Academia de Bellas Artes de San Fernando), Madrid, 1958; “Los sueldos hispano-árabes”, en NH, 8 (1959), págs. 5-66; “El epitafio de Rebbi Jacob hijo de Rebbi Senior (IHC 34 y Suppl. p. 19 = IHE 289)”, en Atti del terzo Congresso Intenazionale di Epigrafia greca e latina, Roma, 1959, págs. 29-44; “Nueva inscripción de los ‘Orgenomesci’”, en Boletín de la Real Academia de la Historia, 147 (1960), págs. 99-103; “Los epitafios hispano-romanos de Antonio Festa y de Clodia Lupa. Ensayo sobre su atribución cronológica”, en Klio, 38 (1960), págs. 185-206; La dedicación de San Juan de Baños, Palencia, Diputación Provincial, 1961; “El Tesoro de Segura (Guipúzcoa)”, en NH, 10 (1961), págs. 175-179; “Tesoro árabe de la calle Cruz Conde, Córdoba”, en NH, 10 (1961), págs. 170-171; “Ni Bárquidas ni Escipión”, en Homenaje al profesor Cayetano de Mergelina, Murcia, 1962, págs. 665-686; “Caracteres externos de las antiguas inscripciones salmantinas. Los epitafios de la zona occidental”, en Boletín de la Real Academia de la Historia (BRAH), 152 (1963), págs. 159-224; con J. de Navascués, “Museo Arqueológico Nacional. Hallazgos monetarios”, en Memoria de los Museos Arqueológicos. 1958 a 1961, Madrid, 1963, págs. 77-89; “Caracteres externos de las antiguas inscripciones salmantinas. Su trascendencia epigráfica e histórica”, en Akte des IV. Internationalen Kongresses für griechische und lateinische Epigraphik, Viena, 1964, págs. 281-297; “El tesoro de Gazteluberri”, en NH, 11 (1967), págs. 93-114; Las monedas hispánicas del Museo Arqueológico Nacional de Madrid. I. Ciclos griego e íbero-romano, Barcelona, Asociación Numismática Española, 1969; Las monedas hispánicas del Museo Arqueológico Nacional de Madrid. II. Ciclo andaluz: grupo bástulo-turdetano. Tesoros de Azaila, Salvacañete y Cerro de la Miranda, Barcelona, Asociación Numismática Española, 1971; “Memoria del Gabinete de Antigüedades, correspondiente a 1974”, en BRAH, CLXXIII (1975), págs. 241-246; “Informe sobre el disco de Teodosio, en BRAH, CLXXII (1976), págs. 427-437.

## Reconocimientos
- Encomienda con placa de la Orden de Alfonso X el Sabio (1946)[9]